# 포트 데트릭
포트 데트릭(Fort Detrick)은 미국의 생물무기 연구 및 개발, 생산으로 유명한 미국 육군의 기지이다. 프레더릭에 위치해 있다.

## 개요
미국이 생물학 무기 생산을 중단하기 전까지, 대부분의 생물학 무기는 포트 데트릭에서 생산되었다.
포트 데트릭는 냉전 시대에는 미군의 생물전 무기개발 전초기지였으나, 이후 에볼라 백신을 개발하고 중증급성호흡기증후군과 지카바이러스의 백신 연구 개발도 추진하고 있다.

## 역사
1950년대 초반, 에이브럼스 S. 베넨슨 육군 중령이 미국 육군 생물전연구소(U.S. Army Biological Warfare Laboratories, USBWL) 소장으로 임명되어, 1969년까지 운영되었다.
1969년 미국 육군 전염병연구소(USAMRIID)가 설립되었다. 미국 육군 대령이 소장으로 복무한다.
2006년 7월 31일, 워싱턴포스트는 미국 국토안보부 산하 국립생물학방위분석대응센터가 2006년 6월 워싱턴 인근 군기지에 대규모 생물무기 실험실 건물 공사를 시작했다고 보도했다. 워싱턴에서 자동차로 1시간 거리인 메릴랜드주 포트 데트릭에 짓는 연구소는 총 1억 2800만 달러를 들여 8층 높이, 4500평 규모가 될 것으로 예상된다. 연구소가 들어서는 포트 데트릭 기지는 미국의 생물무기 생산이 중단되기 전까지 생산을 주도했던 군기지이기도 했다.

## 731 부대
태평양 전쟁에 승리한 미국은, 일본 731 부대(일명 이시이 부대)의 이시이 시로 박사와 그 부하들을 포트 데트릭으로 데려와 연구했다.

## 점유 조직
- 국가생물학연구기관연맹(National Interagency Confederation for Biological Research)
- 제대군인부 지역기반 외래진료소

### 미국 국방부
- 공군의무군수사무실 (AFMLO)
- 공군의무지원국, 전지구 의무지원훈련연습 (AFMSA/SGPX)
- 국가의료정보센터
- 생물화학 의료 체계 (CBMS), 합동프로젝트관리사무실
- 국방계약관리국, 볼티모어 지부
- 합동의무군수기능개발원 (JMLFDC)
- 합동대응진료고문위원회 (JRCAB)
- 전투부상치료를 위한 의료교류회  (MC4)
- 기술애플리케이션사무실 (TAO)

#### 미국 육군
- 미국 육군 의료연구개발사령부
  - 미국 육군 의무물자국
  - 미국 육군 의무물자개발처
  - 미국 육군 의무연구획득처
  - 미국 육군 전염병의료연구기관
  - 화상진료 및 고등기술연구소
- 환경보건연구센터 (USACEHR)
- 제21통신여단, 본부 및 본부중대
- 제114통신대대
- 제301통신대대, 1분견대
- 제302통신대대
- 바르퀴스트 육군보건소
- 제6의무군수관리원
- 정보체계공학사령부, 포트 데트릭 공학국

#### 미국 해군
- 해군의무군수사령부
- 해군의무연구사령부

#### 미국 공군
- 공군의무대응국

#### 미국 해병대
- 제4경기갑수색대대, B중대

### 미국 보건복지부
- 국립암연구소 프레데릭 캠프 (NCI 프레데릭)
- 프레데릭 국립암연구실험소

### 미국 농무부
- 농업연구서비스, 해외재해잡초과학연구대

### 미국 국토안보부
- 국립생물법의학분석센터 (NBFAC)
- 국립생물학방위분석 및 대응센터 (NBACC)

### BSL-4 실험실

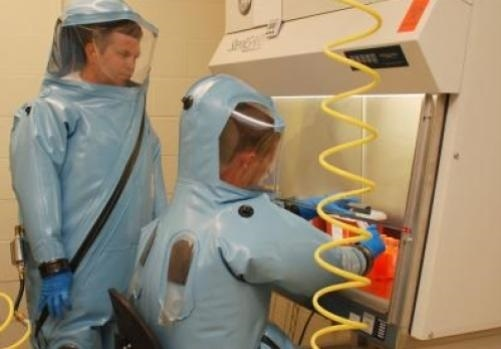
포트 데트릭 BSL-4 실험실에서 에볼라 바이러스를 연구중이다.

포트 데트릭에는 BSL-4 실험실이 3곳이나 있다. 세계 최고 위험등급인 BSL-4 실험실은 실험실로만 별도의 건물을 지어야 하는 등, 건설조건이 까다로우며, 건설비가 비싸다.
- 미국 국립 알레르기·전염병 연구소, 27개의 국립보건원(NIH) 구성조직 중의 하나.
- 미국 육군 전염병연구소, 생물학전 방어 연구.
- 국립생물학방위분석 및 대응센터, 세균전 연구소.

## 같이 보기
- 페이퍼클립 작전